# Italsat 1
O Italsat 1 foi um satélite de comunicação geoestacionário italiano construído pela Alenia Spazio, ele esteve localizado na posição orbital de 13,2 graus de longitude leste e foi operado pela Agência Espacial Italiana. O satélite foi baseado na plataforma GeoBus (Italsat Bus) e sua expectativa de vida útil era de 6 anos. o mesmo saiu de serviço em janeiro de 2001 e foi transferido para uma órbita cemitério.

## Lançamento
O satélite foi lançado com sucesso ao espaço no dia 15 de janeiro de 1991, por meio de um veículo Ariane-44L H10, a partir do Centro Espacial de Kourou, na Guiana Francesa, juntamente com o satélite Eutelsat II F2. Ele tinha uma massa de lançamento de 1 850 kg.